# レ・オルメ
レ・オルメ（Le Orme、イタリア語で「足跡」）は、1966年にヴェネツィアの分離集落であるマルゲラで結成されたイタリアのプログレッシブ・ロック・バンドである。このバンドは、1970年代のイタリアン・プログレッシブ・ロック・シーンの主要なグループの1つであった。北米とヨーロッパでコンサートを行い、その成功の絶頂期には英語によるアルバムをリリースしており、自国以外で成功を収めた数少ないイタリアのロック・バンドの1つとなっている。

## 略歴

### バンドの始まり（1966年–1970年）

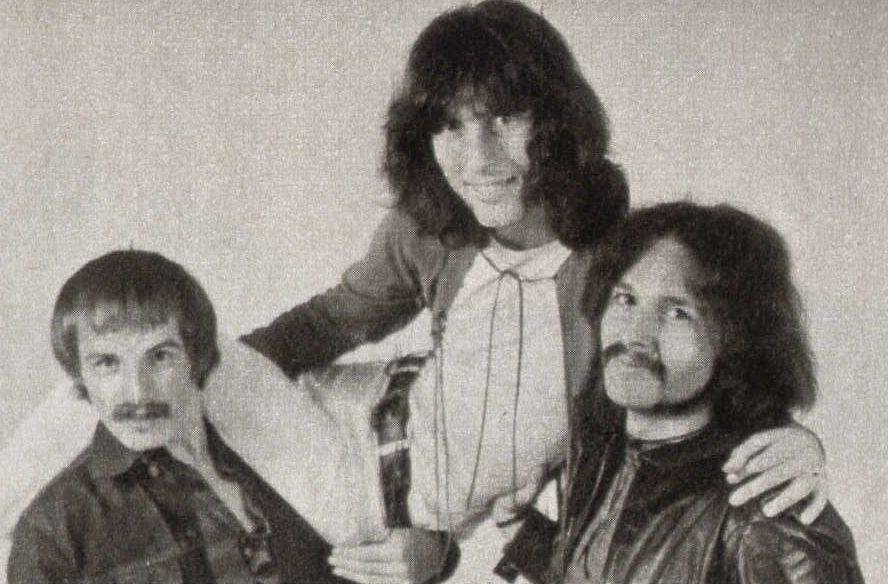
レ・オルメ（1969年）

レ・オルメは、1966年にアルド・タリアピエトラ（ボーカル、ギター）、マリノ・レベスキーニ（ドラム）、ニーノ・スメラルディ（リード・ギター）、クラウディオ・ガリエッティ（ベース）によってヴェネツィアで結成された。もともとバンド名は「The Shadows」の直訳である「Le Ombre」と名付けるつもりだったものが、最終的に似たような音の「Le Orme」と決定した。バンドの初期の作品は、当時のイギリスから出てきたものと似ており、ビート・ミュージックとサイケデリック・ロックの間にある感じを呼び起こした。彼らの最初の主要な公演の1つは、1966年6月2日、メストレにあるコルソ劇場にて、彼らと他の地元のバンドがイギリスのビート・グループ、ザ・ロークス (The Rokes)に同行したときであった。
1967年、ミラノのCAR・ジューク・ボックス・レーベル（EMIによって拒否された）からのファースト・シングル「Fiori e Colori」をレコーディングした翌日、レベスキーニが軍に入隊した。すぐに交代で、解散したホポピ (Hopopi)に在籍していたミキ・デイ・ロッシが加入した。翌年、セカンド・シングル「Senti l'estate che torna」が、イタリア・フォノグラフィック協会とRAIが主催するテレビ音楽コンクール「Un disco per l'estate」に参加するために選ばれた。トニー・パリューカ（元ホポピ、デルフィニ）がキーボードでグループに加わったのはこの時だった。同年後半、バンドは1969年にリリースされる最初のアルバム『アド・グローリアム』のレコーディングを開始した。タイトル・トラックは、アイルランドのDJであるデヴィッド・ホルムスにより2000年のアルバム『エグジット・サイン』で「69 Police」という名前の曲にサンプリングされた。その後、映画『オーシャンズ11』のサウンドトラックでも再利用され、ラスト・シーンで目立つように使用されている。すぐにガリエッティも軍に入隊するため脱退することになり、タリアピエトラがベースの演奏をカバーするよう任せられた。ほどなくしてスメラルディも脱退し、この時点をもって最も成功した初期のバンドの中核となるトリオ編成が成立した。より豊かで複雑なサウンドへの進化は、バンドが1970年にリリースするアルバム未収録のシングル「Il Profumo delle Viole / I Ricordi Più Belli」で、すでに聴くことができる。

### メインストリームでの成功（1970年–1977年）

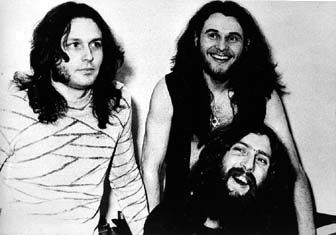
レ・オルメ（1973年）

1971年の春、レ・オルメは2枚目のスタジオ・アルバム『コラージュ』をレコーディングした。RAIのラジオ番組『Per voi giovani』によるプロモーションのおかげで、アルバムはすぐに成功し、イタリアのチャートでトップ10にランクインした。これに続いて、1972年にアルバム『包帯の男』がイタリアのチャートでさらに上位となった。『包帯の男』もヒット・シングル「Gioco di bimba」を生み出し、バンドは1972年12月にヴァン・ダー・グラフ・ジェネレーターのピーター・ハミル（当時、VDGGは休止中）と一緒にイタリアでツアーを行った。次のアルバムである『フェローナとソローナの伝説』は、「イタリアン・プログレッシブ・ロックの最高の例」の1つと見なされており、レ・オルメは母国を超えてまさに世界的に注目を集めた。トニー・ストラットン・スミスの要請により、レ・オルメはカリスマ・レコードのために英語版の『フェローナとソローナの伝説』を録音し、ピーター・ハミルが歌詞の翻訳を提供した。バンドは、マーキー・クラブや英連邦研究院での日程を含む、アルバムをサポートするためのイギリス・ツアーを行った。
1974年1月、レ・オルメは最初のライブ・アルバム『イン・コンサート』をローマのブランカッチオ劇場で録音した。その年の後半には、さらにスタジオ・アルバム『夜想曲』が続いた。それも成功し、トップ10にランクインしたが、『フェローナとソローナの伝説』によって達成された高さに達することはできなかった。1975年、ニール・ケンプファー・ストッカーズ・コスモス・インプリントは、バンドをより幅広いアメリカの聴衆に紹介するため、主にインストゥルメンタル曲を集めたコンピレーション・アルバム『Beyond Leng』を発表した。その後、バンドは次のアルバムを録音するためにロサンゼルスへと向かった。同時に、彼らはギタリストのトロ・マートンを雇い、グループの4人目のメンバーに迎えた。ポール・ホワイトヘッドのジャケット・カバーも特徴的な、結果として得られたアルバム『Smogmagica』は、以前の作品よりもはるかに商業志向であり、ファンからは失望作と見なされた。マートンはアルバムが完成した直後に脱退し、ジェルマーノ・セラフィンが彼の代わりに採用された。しかし、次のアルバム『Verita nascoste』は元の形に戻ったものとなり、バンドがプログレッシブ・ロックの人気の低迷にすぐに苦しむことになるための大きな転換点となる。

### 方向転換（1977年–1982年）
スタジオ・アルバム『物語と伝説』のリリース後、レ・オルメはツアーをやめ、その音楽の新しい方向性を模索することに専念した。その結果、1979年のアルバム『Florian』では、バンドのメンバーが電気楽器をクラシック楽器と交換し、ロックよりも室内楽に似たサウンドを作り上げた。このアルバムは非常に高く評価され、イタリア音楽評論家賞を受賞した。その後、アルバム『Piccola rapsodia dell'ape』が続いた。これは、前作とスタイル的には似ているものの、それほど成功しなかった。彼らは古典的なトリオのフォーメーションに戻って、アルバム『Venerdi』によって、バンドがストレートなポップスを追求する主流へと戻ろうとした。このアルバムも失敗に終わり、リリース後にバンドは円満解散した。

### 再結成（1986年–1992年）
レ・オルメは、コンサートのみを行うことを意図して、1986年に再結成を行った。彼らはすぐに、第37回サンレモ音楽祭へシングル「Dimmiche cos'e」で参加するように説得され、17位で終了した。バンドはコンサートに力を注いでいたが、1990年に単に『Orme』というタイトルの新たなスタジオ・アルバムをリリースした。別のポップな努力により、本作はほとんど気に留められなかった。1992年、パリューカが20年以上にわたるバンド活動を終了し、ミケーレ・ボンが交代で加入した。同じ年の後半、バンドはフランチェスコ・サルトリをピアノに加えた。

### 初期のフォーメーションへ（1992年–2009年）

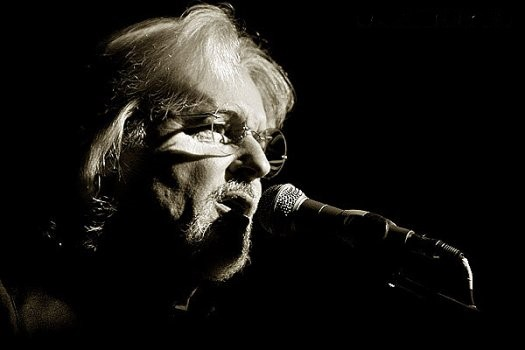
アルド・タリアピエトラ（2007年）

彼らのコンサートの成功とベスト盤『Antologia 1970-1980』の好調な販売に景気づけられ、バンドはレコーディング・スタジオに戻った。結果として得られた作品、1995年のアルバム『川のある風景』は、20年以上前に彼らが有名になった頃のサウンドへの「勝利の回帰」であった。続いて、ロサンゼルス、ケベック・シティー、メキシコシティにおけるプログレッシブ・ロック・フェスティバルに出演する一連のコンサートが行われた。2001年に『Elementi』、2004年に『L'infinito』という2枚のアルバムがリリースされ、『川のある風景』から始まった、人間の「分相応 (becoming)」という概念に関する三部作が完成した。レ・オルメは「NEARFest 2005」のヘッドライナーを務め、その後トリオ・フォーメーションに戻り、イタリア内外でコンサートを行った。

### ポスト・タリアピエトラ（2009年– ）
2009年末、アルド・タリアピエトラがバンドを脱退した。イタリアのプログレッシブ・ロック・バンドであるメタモルフォーシのリード・シンガーであったジミー・スピタレッリが交代で加入。2011年、グループはシルクロードにインスパイアされたコンセプト・アルバム『シルクロード -東方に馳せる夢-』をリリースした。

## ディスコグラフィ

### スタジオ・アルバム
- 『アド・グローリアム』 - Ad gloriam (1969年)
- 『コラージュ』 - Collage (1971年)
- 『包帯の男』 - Uomo di pezza (1972年)
- 『フェローナとソローナの伝説』 - Felona e Sorona (1973年) ※その後、英語で再録音され『Felona and Sorona』としてイギリスでリリースされた。
- 『夜想曲』 - Contrappunti (1974年)
- Smogmagica (1975年)
- Verita nascoste (1976年)
- 『物語と伝説』 - Storia o leggenda (1977年)
- Florian (1979年)
- Piccola rapsodia dell'ape (1980年)
- Venerdi (1982年)
- Orme (1990年)
- 『川のある風景』 - Il fiume (1996年)
- 『昨日の友』 - Amico di ieri (1997年)
- Elementi (2001年)
- L'infinito (2004年)
- 『シルクロード -東方に馳せる夢-』 - La via della seta (2011年)
- 『フェローナとソローナの伝説:2016 リメイク・ヴァージョン』 - Felona E/And Sorona 2016 (2016年)
- 『クラシックオルメ』 - ClassicOrme (2017年)
- Sulle ali di un sogno (2019年)

### ライブ・アルバム
- 『イン・コンサート』 - In Concerto (1974年)
- 『ライヴ・イン・ペンシルベニア』 - Live in Pennsylvania (2008年)
- 『ライヴ・オルメ』 - Live Orme (2009年)
- 『ライヴ・イン・ローマ』 - Progfiles - Live in Rome (2010年)

### コンピレーション・アルバム
- 『アウローラ (夜明け)』 - "L'Aurora" Delle Orme (1970年)
- Beyond Leng (1976年)
- Antologia 1970-1980 (1993年)
- Anthology (1997年)
- Amico di ieri (1997年)
- Le Orme Studio Collection 1970-1980 (2005年)
- 1967-69 - Le origini (2005年)
- The Collection (2008年)
- Le Orme (2009年)

## 来日公演
- 2012年

4月27日-29日 川崎クラブチッタ ※イタリアン・プログレッシヴ・ロック・フェスティバルVol.2
- 2018年

5月8日,9日 東京・マイナビBLITZ赤坂

## 参考
- イル・バレット・ディ・ブロンゾ
- バンコ・デル・ムトゥオ・ソッコルソ
- チェルヴェッロ
- ロカンダ・デッレ・ファーテ
- オザンナ
- ノヴァ
- プレミアータ・フォルネリア・マルコーニ
- ロヴェッショ・デッラ・メダーリャ